# Siman (Kepung)
Siman is een bestuurslaag in het regentschap Kediri van de provincie Oost-Java, Indonesië. Siman telt 6571 inwoners (volkstelling 2010).